# ماریا مرسه مارسال
ماریا مرسه مارسال ای سرا 
(به کاتالونیایی: Maria-Mercè Marçal i Serra) (زاده ۱۳ نوامبر ۱۹۵۲ - درگذشته ۵ ژوئیه ۱۹۹۸) شاعر، استاد، نویسنده و مترجم اهل کاتالان بود.

## زندگی‌نامه
مارسال در بارسلون متولد شد، اما دوران کودکی خود را در ایوارس دورجل، پلا د اورگل گذراند. مادرش ماریا سرا علاقه‌مند به تئاتر و ترانه بود و پدرش آنتونی مارسال نیز به دلایل خانوادگی، مجبور به ترک کالج شده بود. ماریا یک خواهر هم به نام ماگدا داشت.
او با دریافت بورسیه تحصیلی، به دبیرستانی در شهر لریدا رفت. پس از پایان دوره دبیرستان وارد رشته ادبیات در دانشگاه بارسلونا شد و سرانجام مدرک خود را در رشته لغت‌شناسی کلاسیک گرفت. مارسال در ادامه، استاد زبان و ادبیات کاتالان شد.
مارسال در سال ۱۹۷۲ با شاعری کاتالانی به نام رامون بالاش ازدواج کرد اما مدتی بعد از هم جدا شدند. رامون نیز فارغ‌التحصیل زبان و ادبیات کاتالان از دانشگاه بارسلونا بود.
در سال ۱۹۷۳ او به همراه همسرش و یکی دیگر از شاعران جوان کاتالان به نام خاویر برو د سالا (به کاتالان: Xavier Bru de Sala i Castells)، انتشارت لیبرس دل مال (به کاتالان: Llibres del Mall) را بنیان‌گذاری کرد.
در سال ۱۹۸۰ دخترش هیورا به دنیا آمد. تجربه‌ای که مارسال در یکی از سروده‌هایش نیز به آن اشاره کرده‌است.
او همچنین آثاری از نویسندگان فرانسوی و روسی از جمله کولت، مارگریت یورسنار، آنا آخماتووا، مارینا تسوتایوا، شارل بودلر و لئونور فینی نیز ترجمه کرده‌است.
سال ۱۹۹۸، مارسال در سن ۴۵ سالگی و بر اثر سرطان، در بارسلون درگذشت.

## آثار
اولین کتاب مارسال، کتاب شعر سقوط ماه‌ها (به کاتالان: Cau de llunes) -برنده جایزه کارلس ریبا- بود، که سال ۱۹۷۶ توسط ژوان بروسا معرفی شد. معروف‌ترین شعر این کتاب، دیویسا -به معنی شکاف- نام دارد که مانند یک بیانیه، خلاصه‌ای از فعالیت او را بیان می‌کند:
از سرنوشت، بابت سه موهبت سپاسگزارم:
- زن به دنیا آمدن
- برآمده از طبقه پایین و قشر ستمدیده جامعه
- و لاجوردی کدر سه بار یاغی بودن[۵]